# Сисси — молодая императрица
«Сисси — молодая императрица» (нем. Sissi — Die junge Kaiserin) — австрийская драма, снятая в 1956 году режиссёром Эрнстом Маришкой. В фильме рассказывается об австрийской императрице Елизавете Баварской в начале её супружеской жизни с австрийским императором Францем Иосифом I. Второй фильм в трилогии, начатой фильмом «Сисси».

## Сюжет
После великолепной свадьбы Сисси живёт во дворце вместе с мужем, свекровью эрцгерцогиней Софией и множеством придворных. Поскольку эрцгерцогиня считает, что императрица ещё слишком юна и не может сама принимать правильные решения, она берётся за воспитание императрицы. Сисси обучается языкам, географии и другим наукам. Свекровь приставила к Елизавете своих доверенных дам и приказала им докладывать о каждом шаге невестки. Поэтому будущая императрица чувствует себя запертой в золотой клетке, она пишет родителям: «У меня есть всё и нет ничего». И хотя Елизавета во многом помогла становлению дружеских отношений между Австрией и Венгрией, ей не удаётся переубедить эрцгерцогиню в том, что она уже не маленькая девочка и может сама справиться с обязанностями императрицы. Всё осложняется с рождением принцессы (Софии).
Первое время всё идёт хорошо: Сисси и Франц счастливы появлением первенца, но и тут вмешивается эрцгерцогиня. Она решает, что Елизавета слишком неопытна для роли матери и отбирает у неё дочь. Франц не перечит своей матери, и тогда Сисси уезжает к своим родителям в Поссенхофен. Там она делится своими переживаниями с отцом. Франц решает вернуть Сисси, так как жизнь врозь с мужем недопустима для императрицы. Однако, его решимость улетучилась, когда он увидел свою жену, и они помирились. После этого Франц увозит Сисси в романтическую поездку в горы. Там они очень счастливы, но по приезде в Вену проблемы возвращаются. Несмотря на то, что Франц принимает сторону жены, его мать не соглашается отдать внучку. И только матери Сисси, родной сестре эрцгерцогини, удалось переубедить Софию в том, что дети должны жить с родителями. Это оказывается очень кстати, так как должна состояться коронация Франца королём Венгрии, а без Сисси венгры не приняли бы нового короля. Фильм завершается сценой коронации Франца, когда венгры приветствуют новых короля и королеву.

## В ролях
- Роми Шнайдер — Елизавета Баварская (Сисси)
- Карлхайнц Бём — император Франц Иосиф I
- Магда Шнайдер — герцогиня Людовика Баварская
- Ута Франц — Елена (Нене)
- Вильма Дегишер —эрцгерцогиня София
- Густав Кнут — герцог Баварии Макс
- Отто Треслер — фельдмаршал Радецкий
- Йозеф Майнрад — полковник жандармерии Бокл

## Награды
В 1957 году за роли в этом фильме Карлхайнц Бём и Роми Шнайдер номинировались на премию «Бэмби» (в номинациях лучший актёр и актриса соответственно). В том же 1957 году фильм демонстрировался в конкурсной программе Каннского фестиваля.